# Francesco Botticini
Francesco Botticini, nato Francesco di Giovanni (Firenze, 1446 – Firenze, 16 gennaio 1498), è stato un pittore e artigiano italiano.
Egli dimostrò sin dagli esordi di essere un artista capace, la cui opera riflette l'interesse e l'influenza di molte delle maggiori personalità artistiche del Rinascimento fiorentino, tra cui particolarmente quelle di Andrea del Verrocchio, Sandro Botticelli, Filippino Lippi, Antonio del Pollaiolo.

## Biografia
Francesco Botticini nacque a Firenze nel 1446 come Francesco di Giovanni ed era infatti il figlio di Giovanni di Domenico, un discreto pittore specializzato nell'illustrazione di carte da gioco.
Fu proprio dal padre che Francesco apprese probabilmente i primi insegnamenti elementari della pittura. Il 22 ottobre 1459, a soli tredici anni, Francesco entrò come apprendista salariato presso la bottega dell'affermato maestro Neri di Bicci, ma, come testimoniato dalle Ricordanze dello stesso Neri, già il 24 luglio 1460 se ne andò via dalla sua bottega.
Della sua attività giovanile, tra il 1465 e il 1470 circa, se ne sono occupati particolarmente gli storici dell'arte Everett Fahy e Luciano Bellosi. Ad esempio, Fahy e Bellosi gli attribuiscono parti di una smembrata predella già a lungo attribuita ad Andrea del Castagno, ovvero composta dalla Crocifissione della National Gallery di Londra, la Risurrezione della Frick Collection di New York, la Flagellazione della collezione di Bernard Berenson a Settignano, l'Ultima Cena di Edimburgo (quest'ultima però non uniforme alle altre e forse da escludere dal gruppo). Da queste tavolette è già possibile individuare i caratteristici modi stilistici del Botticini, che, seppur con ancora reminiscenze arcaiche, sono visibilmente orientati verso la maniera di Andrea del Verrocchio.
Nel 1469 sembra che avesse già messo in piedi una propria bottega, vincendo importanti commissioni per pale d'altare di grandi dimensioni. Dal 1471 in poi, fu membro della Confraternita dell'Arcangelo Raffaele e, un anno dopo, membro della Confraternita di San Luca. Oltre alle grandi pale, Botticini lavorò a opere devozionali minori come varie "Madonne adorati il Cristo Bambino", un tema su cui l'artista tornò più volte, senza dubbio per la richiesta popolare dei suoi mecenati; infatti, il tema della "Madonna col Bambino" era tipico per la devozione privata nella Firenze rinascimentale.
Una delle sue opere più celebri, ispirata alla storia di Tobia e l'Arcangelo Raffaele, è quella individuata nella tavola del Tobia e i tre arcangeli custodita oggi alla Galleria degli Uffizi di Firenze e che riflette un innegabile rapporto derivativo da Sandro Botticelli. Altre opere, tutte collocate entro la data del 1471 e caratterizzate dallo stile di questo momento, sono la tavola di Santa Monica in trono con le monache agostiniane nella Basilica di Santo Spirito di Firenze, la tavola della Madonna in trono tra i santi Giovanni Battista, Pancrazio, Sebastiano e Pietro del Museo Jacquemart-André di Parigi e il pendant delle due tavole con Sant'Agostino e Santa Monica alla Galleria dell'Accademia di Firenze.
Ancora, strettamente connesse alla tavola di Tobia e i tre arcangeli, altre opere del Botticini realizzate a partire dal 1475 sono il Tobiolo e l'arcangelo Raffaele dell'Accademia Carrara di Bergamo, la grande Assunzione della Vergine della National Gallery di Londra, la Madonna col Bambino in gloria del Museo del Louvre di Parigi (già attribuita a Cosimo Rosselli), la Madonna col Bambino in trono tra santi e angeli del Metropolitan Museum of Art di New York ed il distrutto altare Rossi con il Cristo sulla croce e quattro santi di Berlino.
L'aderenza ai modi del Botticelli è palese anche nel San Sebastiano del Metropolitan di New York, che deriva chiaramente dal San Sebastiano (c. 1473-74) del Botticelli alla Gemäldegalerie di Berlino e quest'aderenza può essere dovuta alla frequentazione da parte dei due artisti dello stesso ambiente verrocchiesco, come è già stato suggerito da Carlo Ludovico Ragghianti. Ancora, tipica del periodo verrocchiesco ne è un chiaro esempio la tavola dell'Adorazione del Bambino alla Galleria Estense di Modena. Ma oltre che per l'arte del Botticelli e del Verrocchio, nelle sue opere il Botticini dimostra un interesse anche per la maniera di Filippino Lippi, in particolare per quanto riguarda l'arte filippinesca di realizzare i panneggi. Esempio della fase botticiniana matura, ma con ancora profondi rimandi botticelliani e filippineschi, è il tondo della Madonna in adorazione del Bambino con san Giovannino e angeli alla Galleria Palatina di Palazzo Pitti a Firenze. Altro esempio di opera del periodo tardo è la tavola della Incoronazione di Maria della Galleria Sabauda di Torino.
Ancora appartenente al periodo tardo della sua attività pittorica è anche l'unica opera certa e documentata per cui è noto il Botticini, ovvero il Tabernacolo del Sacramento. L'opera, iniziata nel 1484, venne commissionata dalla Compagnia della Veste Bianca per il proprio altare nella Collegiata di Sant'Andrea di Empoli e qui collocato già dal 1491, sebbene al 1504 risale ancora l'intervento del figlio pittore Raffaello Botticini. L'opera è oggi custodita nella Pinacoteca Museo della Collegiata di Sant'Andrea di Empoli, nella quale è presente anche un'altra opera simile del Botticini, tuttavia collocabile ad una datazione precedente a quest'ultima. Infatti, anche il Tabernacolo di san Sebastiano dimostra di appartenere alla stessa mano di quello del Sacramento, però qui l'artista non lavorò da solo ma venne aiutato dallo scultore Antonio Rossellino, che realizzò la statua centrale del santo e due angioletti inginocchiati ai lati superiori della cornice, mentre il Botticini realizzò a tempera su tavola i due grandi pannelli laterali con due Angeli che presentano i donatori e la predella con le Storie di san Sebastiano e il Martirio dei santi Marco e Marcellino. Altra interessante opera oggi custodita nella Pinacoteca Museo della Collegiata di Sant'Andrea di Empoli e attribuita al Botticini è la tavola Angeli musicanti, dipinto a tempera su tavola risalente agli anni '80 del XV secolo. La tavoletta era probabilmente parte di una cassa per arredi sacri o addirittura parte essa stessa di uno strumento musicale vero e proprio, per il resto perduto.
Francesco Botticini morì a Firenze il 16 gennaio 1498.

## Nella cultura di massa
Nell'aprile del 1968, la rivista Esquire si ispirò a un'opera di Francesco Botticini, il San Sebastiano custodito al Metropolitan Museum of Art di New York, per realizzare una foto per un'iconica copertina del pugile Muhammad Ali. La copertina aveva lo scopo di mettere in relazione la persecuzione subita da San Sebastiano con quella che stava affrontando in quel periodo Muhammad Ali, quando questi venne privato del suo titolo di campione di pugilato nei pesi massimi e arrestato con l'accusa di renitenza alla leva per aver rifiutato di servire l'esercito statunitense nella Guerra del Vietnam.
La copertina fu un vero successo e secondo George Lois, che al tempo era direttore artistico della rivista e fu colui che ebbe l'idea e scelse il dipinto, quella fotografia fu ciò che galvanizzò Martin Luther King Jr., spingendolo finalmente a denunciare il conflitto in Vietnam, cosa che non aveva ancora fatto esplicitamente prima di quel momento.

## Opere
- Risurrezione, c. 1465–1470, 28.6×33.7 cm, tempera su tavola (Frick Collection, New York, Stati Uniti d'America)[6]
- Tobia e i tre arcangeli, c. 1467, 135×154 cm, tempera su tavola (Galleria degli Uffizi, Firenze, Italia)[11]
- Madonna col Bambino, Tobia e l'arcangelo Raffaele, c. 1470, 96.7×59 cm, tempera su tavola (Cleveland Museum of Art, Cleveland, Stati Uniti d'America)[12]
- Trittico della Madonna col Bambino e santi, c. 1470, 82×82 cm, tempera e oro su tavola (Musée du Petit Palais, Avignone, Francia)[13]
- Madonna in adorazione del Bambino, c. 1470, 71.1×46 cm, tempera su tavola (Birmingham Museum of Art, Birmingham in Alabama, Stati Uniti d'America)[14]
- Santa Cecilia tra san Valeriano e san Tiburzio con un donatore, c. 1470, 52×44.5 cm, tempera su tavola (Museo Thyssen-Bornemisza, Madrid, Spagna)[15]
- Madonna con il Bambino, quattro angeli e due cherubini, c. 1470–1475, 65.4×49.5 cm, tempera su tavola (Norton Simon Museum, Pasadena, Stati Uniti d'America)[16]
- Madonna col Bambino in trono tra i santi Giacomo Maggiore e Giovanni Evangelista, c. 1470–1475, 139.5×143 cm, dipinto su tavola (Collezione Alana, Newark nel Delaware, Stati Uniti d'America)[17]
- Adorazione del Bambino, c. 1470–1480, 102×61 cm, olio su tavola (Galleria Estense, Modena, Italia)[8]
- San Giovanni Battista (attr.), c. 1470–1497, 105×53 cm, olio su tavola (Rijksmuseum, Amsterdam, Paesi Bassi)[18]
- Vergine in trono con quattro santi, c. 1471 (Museo Jacquemart-André, Parigi, Francia)[15]
- Crocifissione (parte di una predella), c. 1471, 28.5×35 cm, tempera su tavola (National Gallery, Londra, Regno Unito)[5]
- Santa Monica in trono con le monache agostiniane, c. 1471, dipinto su tavola (Basilica di Santo Spirito, Firenze, Italia)[15][19]
- Sant'Agostino (pendant con la Santa Monica), c. 1471, 171.5×51 cm, tempera e oro su tavola (Galleria dell'Accademia, Firenze, Italia)[20]
- Santa Monica (o Vergine plorante secondo Lisa Venturini) (pendant col Sant'Agostino), c. 1471, 171.5×51 cm, tempera e oro su tavola (Galleria dell'Accademia, Firenze, Italia)[21]
- Madonna col Bambino e san Giovannino, c. 1471–1474, 72.2×53.9 cm, tempera su tavola (Isabella Stewart-Gardner Museum, Boston, Stati Uniti d'America)[22]
- Arcangelo Raffaele con Tobiolo e un donatore, c. 1471–1480, 157×89 cm, olio su tavola (Cattedrale di Santa Maria del Fiore, Firenze, Italia)[23]
- Madonna col Bambino (o Madonna adorante il Bambino), c. 1475, 88×57 cm, tempera su tavola (Galleria Giorgio Franchetti alla Ca' d'Oro, Venezia, Italia)[24]
- Cristo sulla croce e quattro santi, c. 1475, 65.4×49.5 cm, olio su tavola (Opera perduta. Già a Berlino al Kaiser-Friedrich-Museum, oggi Bode-Museum, venne presumibilmente distrutta nel 1945)[25]
- Salita al Calvario (parte di una predella), c. 1475, 14×38.4 cm, tempera su tavola (Yale University Art Gallery, New Haven, Stati Uniti d'America)[26]
- Madonna col Bambino (attr.), c. 1475, 81×66.7 cm, tempera su tavola (Memphis Brooks Museum of Art, Memphis, Stati Uniti d'America)[27]
- Madonna col Bambino tra i santi Lorenzo, Bartolomeo, Giovanni Battista e Antonio Abbate, c. 1475, dipinto su tavola (Pieve di Santo Stefano, Campi Bisenzio, Italia)
- Assunzione della Vergine, c. 1475–1476 (possibilmente), 228.6×377.2 cm, tempera su tavola (National Gallery, Londra, Regno Unito)[28]
- Madonna col Bambino e un breviario, post 1475, 107.3 cm di diametro, tempera su tavola, trasferita su tela (Cincinnati Art Museum, Cincinnati, Stati Uniti d'America)
- Madonna col Bambino, c. 1475–1480, 67.2×46 cm, tempera su tavola (Cleveland Museum of Art, Cleveland, Stati Uniti d'America)[29]
- Tobiolo e l'arcangelo Raffaele, c. 1475–1480, 51.8×38.6 cm, tempera e oro su tavola (Accademia Carrara, Bergamo, Italia)[30]
- Tabernacolo di san Sebastiano (in collaborazione con Antonio Rossellino per le sculture), c. 1475–1480, tempera su tavola e marmo (Pinacoteca Museo della Collegiata di Sant'Andrea, Empoli, Italia)
- Madonna in adorazione del Bambino, c. 1475–1480, 105 cm di diametro, tempera su tavola (Fondazione Credito Bergamasco, Bergamo, Italia)[31]
- Vergine in adorazione del Bambino con san Giovannino e due angeli, c. 1475–1498, 83 cm di diametro, tempera su tavola (Museo del Louvre, Parigi, Francia)[32][33]
- Vergine col Bambino in gloria circondati da cherubini, serafini, quattro angeli, santa Maria Maddalena e san Bernardo di Chiaravalle, c. 1475–1498, 188×177 cm, tempera su tavola, (Museo del Louvre, Parigi, Francia)[34][35]
- Madonna col Bambino, c. 1475–1498, 73×46 cm, tempera su tavola (Baltimore Museum of Art, Baltimora, Stati Uniti d'America)[36]
- Tre storie della Vita di sant'Andrea, c. 1480, tempera e oro su tavola (Galleria dell'Accademia, Firenze, Italia)[37]
- Pala di san Donnino, c. 1480, dipinto su tavola (Chiesa di Sant'Andrea, San Donnino di Campi Bisenzio, Italia)[38]
- Madonna col Bambino tra i santi Francesco d'Assisi, Sebastiano, Lorenzo, Bartolomeo, Giuliano e Caterina d'Alessandria, c. 1480, dipinto su tavola (Museo Bandini, Fiesole, Italia)
- Madonna in adorazione del Bambino, c. 1480, 66.99×44.45 cm, tempera e olio su tavola (Milwaukee Art Museum, Milwaukee, Stati Uniti d'America)[39]
- Risurrezione (parte di una predella), c. 1480–1490, 14×38.1 cm, tempera su tavola (Yale University Art Gallery, New Haven, Stati Uniti d'America)[40]
- Noli me tangere (parte di una predella), c. 1480–1490, 14×38.42 cm, tempera su tavola (Yale University Art Gallery, New Haven, Stati Uniti d'America)[41]
- Orazione nell'orto (parte di una predella), c. 1480–1490, 14×38.7 cm, tempera su tavola (Yale University Art Gallery, New Haven, Stati Uniti d'America)[42]
- Pietà tra i santi Giovanni Evangelista, Maria Maddalena e Francesco d'Assisi, c. 1480–1490, dipinto su tavola (Convento e Chiesa di Santa Maria a Ripa, Empoli, Italia)
- Tabernacolo del Sacramento, c. 1484–1491, tempera su tavola (Pinacoteca Museo della Collegiata di Sant'Andrea, Empoli, Italia)
- Pietà con i santi Ludovico di Tolosa, Domenico, Giacomo Maggiore e Nicola di Bari, c. 1485–1488, 196×156 cm, dipinto su tavola (Museo Jacquemart-André, Parigi, Francia)[43][44]
- Madonna col Bambino e san Giovannino in un paesaggio, c. 1487, 94.3×54.5 cm, tempera su tavola (Museo Soumaya, Città del Messico, Messico)[45]
- Pala di san Girolamo, c. 1490, 235×258 cm, tempera su tavola (National Gallery, Londra, Regno Unito)[46]
- Madonna in adorazione del Bambino con san Giovannino e angeli, c. 1490, 123 cm di diametro, olio su tavola (Galleria Palatina di Palazzo Pitti, Firenze, Italia)[47]
- Madonna col Bambino in trono tra san Girolamo, san Francesco d'Assisi, sant'Antonio di Padova e san Ludovico di Tolosa, c. 1490–1498, 157×133 cm, tempera su tavola (Museo Civico di Palazzo Pretorio, Prato, Italia)
- Incoronazione di Maria Vergine tra sant'Agostino, san Bernardo, san Gerolamo, san Giuliano, due angeli musicanti e la committente, c. 1490–1498, 190×187 cm, tempera su tavola (Galleria Sabauda, Torino, Italia)[9]
- San Bernardo abbraccia Cristo crocifisso (attr.), c. 1490–1498, affresco staccato (Chiesa di Santa Maria Maddalena dei Pazzi, Firenze, Italia)[48]
- Crocifissione, c. 1496–1500, tempera su tavola (Museo Civico di Palazzo Neri-Orselli, Montepulciano, Italia)[49]
- Deposizione di Cristo con la Madonna, san Giuseppe d'Arimatea, santa Maria Maddalena, san Bernardo e san Sebastiano, XV secolo, 152×170 cm, tempera su tavola (Badia Fiesolana, Fiesole, Italia)[50]
- Adorazione dei Magi, XV secolo, dipinto su tavola (Museo della Chiesa di Santa Maria Assunta, Staggia Senese, Italia)[51]
- Madonna in adorazione del Bambino, XV secolo, 90 cm di diametro, tempera su tavola (Palazzo dell'Ente Cassa di Risparmio, Firenze, Italia)[52]
- San Nicola in trono con le sante Caterina, Lucia, Margherita e Apollonia, XV secolo, 115×122.5 cm, tempera su tavola (Museo Nazionale d'Arte Occidentale, Tokyo, Giappone)[53]
- San Nicola in trono con i santi Uberto, Domenico, Geronimo e Antonio di Padova, XV secolo, 122.5×114 cm, tempera su tavola (Collezione privata?)[54]
- Madonna in trono col Bambino, XV secolo, 149×170.5 cm, tempera su tavola (National Galleries of Scotland, Edimburgo, Scozia, Regno Unito; in deposito a lungo termine dal 1988 per una collezione privata)[55]
- Madonna in adorazione del Bambino, XV secolo, 71.5×41.5 cm, tempera e oro su tavola (Fitzwilliam Museum, Cambridge, Regno Unito)[56]
- Madonna col Bambino e due angeli, XV secolo, 78.2×55.5 cm, tempera su tavola (Art Institute of Chicago, Chicago, Stati Uniti d'America)[57]
- Madonna in trono col Bambino tra santi e angeli, XV secolo, 280.7×175.3 cm, tempera su tavola (Metropolitan Museum of Art, New York, Stati Uniti d'America)[58]
- San Sebastiano, XV secolo, 136.5×58.4 cm, tempera e olio su tavola (Metropolitan Museum of Art, New York, Stati Uniti d'America)[59]
- Madonna col Bambino e san Giovannino, XV secolo, 84.5 cm di diametro, olio e oro su tavola (Museo Soumaya, Città del Messico, Messico)[3]
- Madonna col Bambino e san Giovannino in un paesaggio, XV secolo, 71 cm di diametro, olio su tavola (Collezione privata?)[60]
- Madonna e due angeli in adorazione del Bambino, XV secolo, 116.5×72.2 cm, olio su tavola (Collezione privata?)[4]
- Santi Anna e Gioacchino (frammento di un'opera perduta), XV secolo, 21.6×13.5 cm, tempera e oro su tavola (Collezione privata?)[61]
- Madonna in adorazione del Bambino, XV secolo, 73×44.8 cm, tempera su tavola (Collezione privata?)[62]
- Madonna col Bambino in trono in una nicchia, XV secolo, 70.5×45.1 cm, tempera e oro su tavola (Collezione privata?)[63]
- Angeli musicanti (attr.), XV secolo, 36×121 cm, tempera su tavola (Pinacoteca Museo della Collegiata di Sant'Andrea, Empoli, Italia)

## Galleria d'immagini

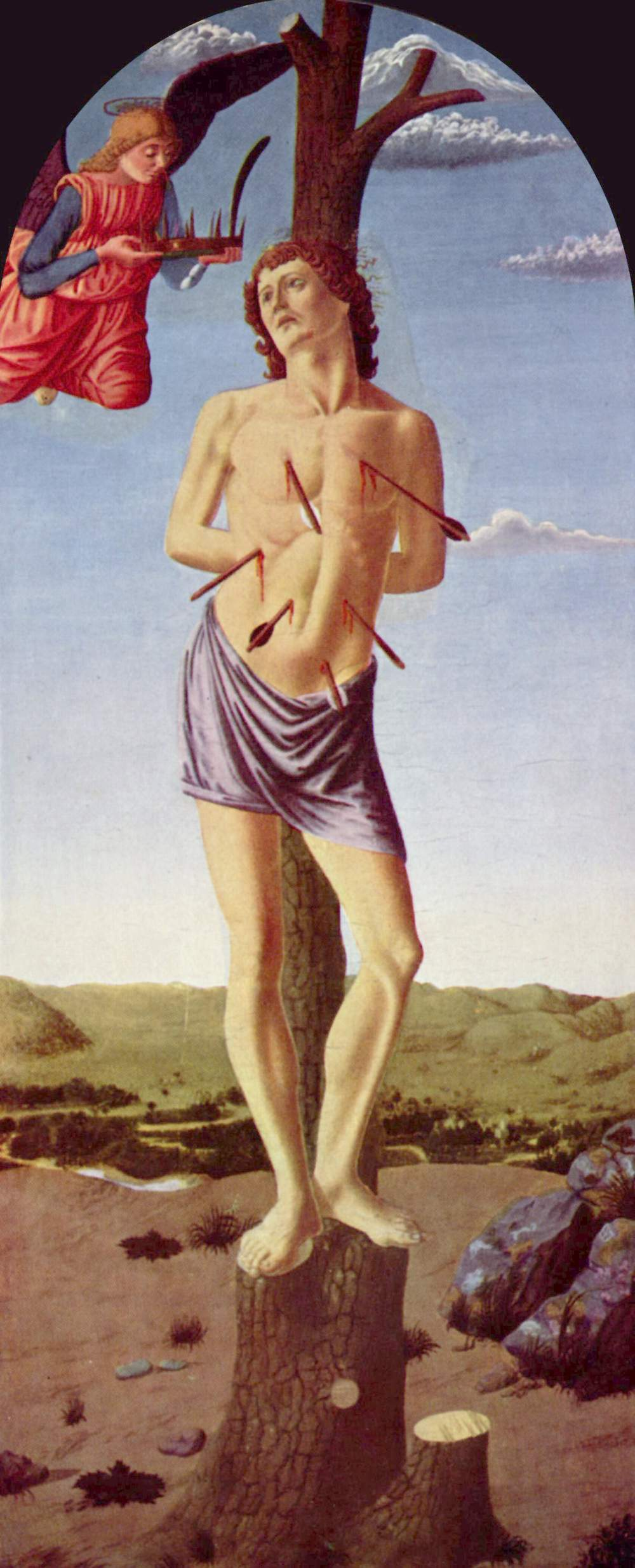
San Sebastiano
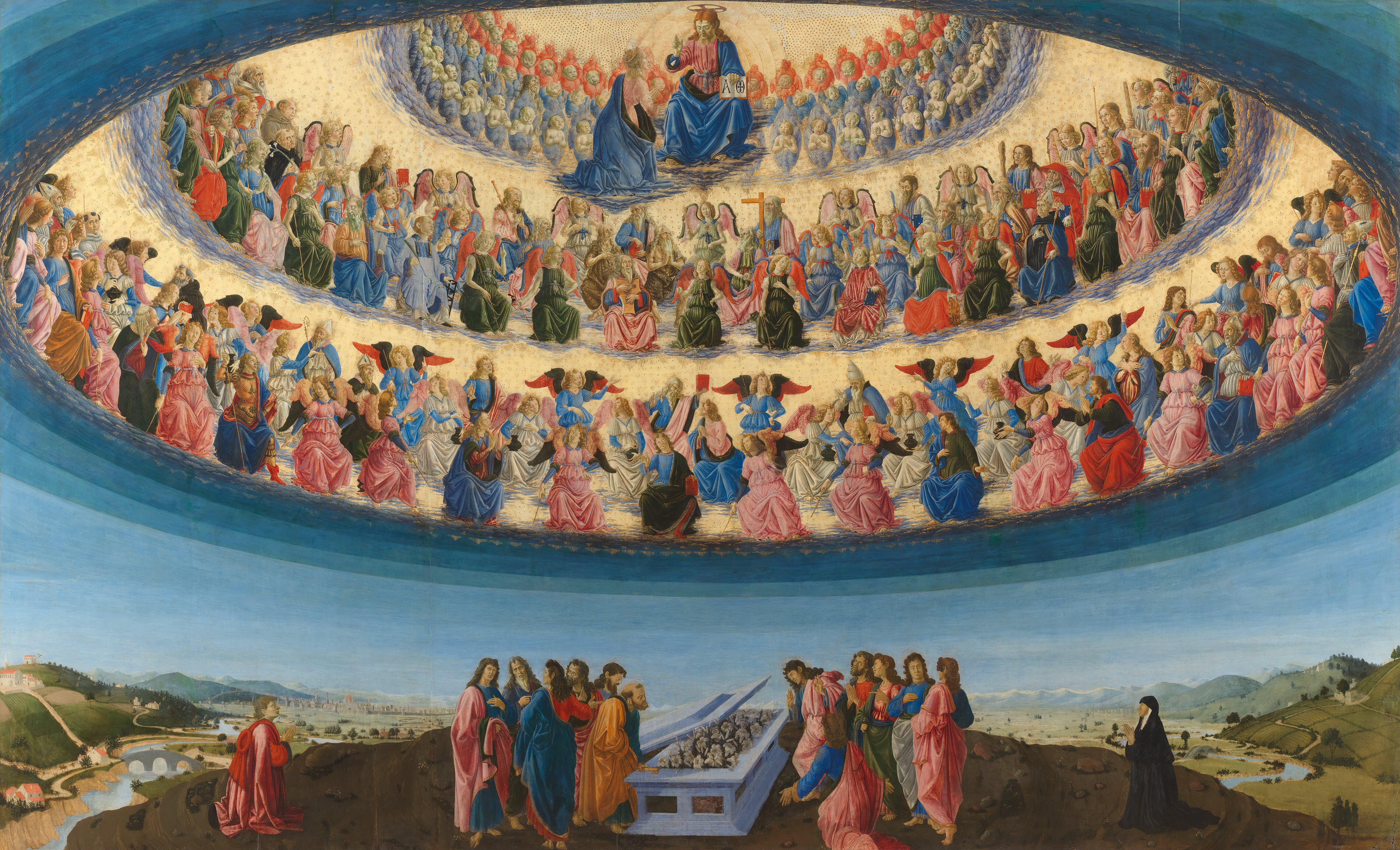
Assunzione della Vergine
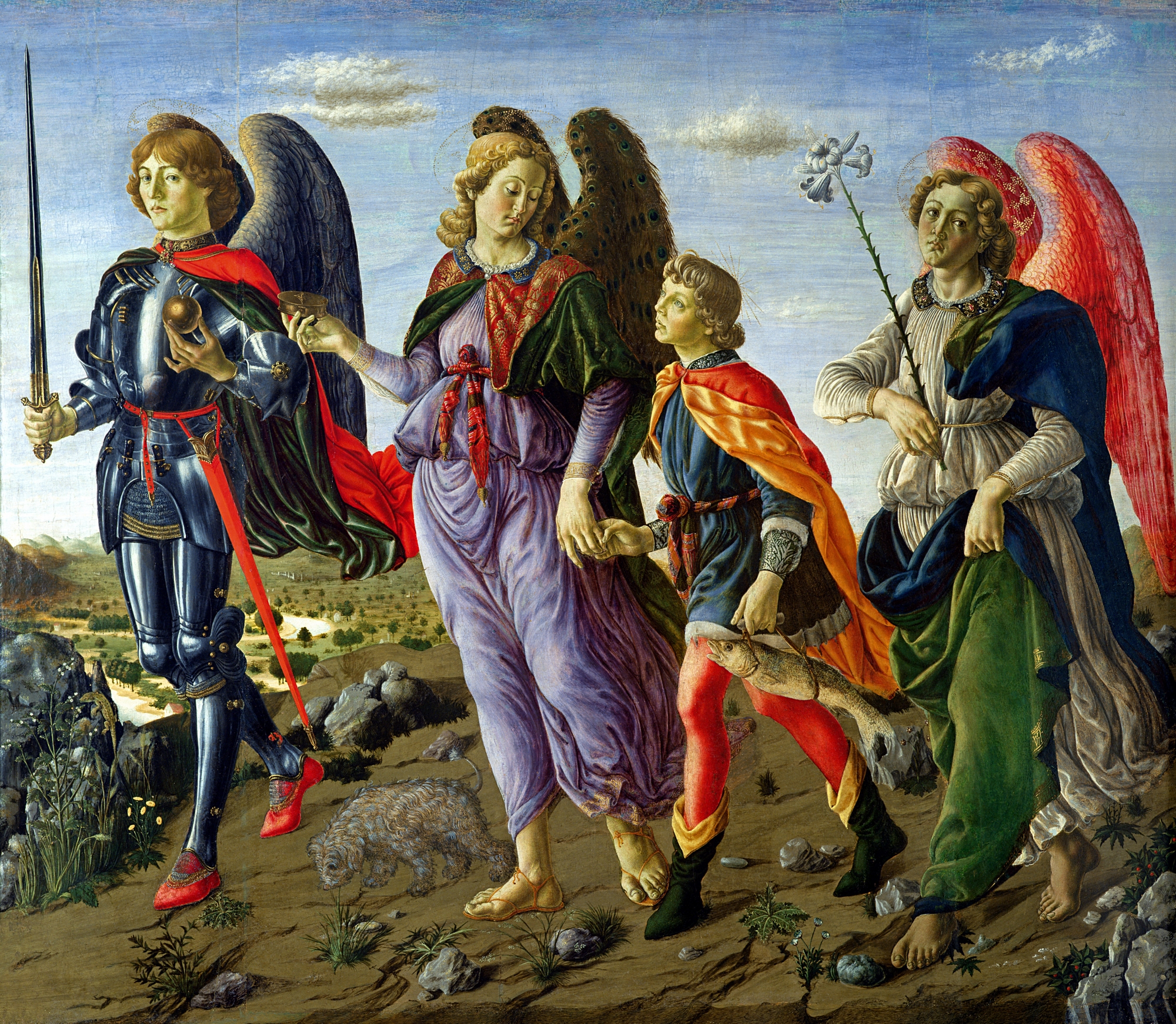
Tobia e i tre arcangeli
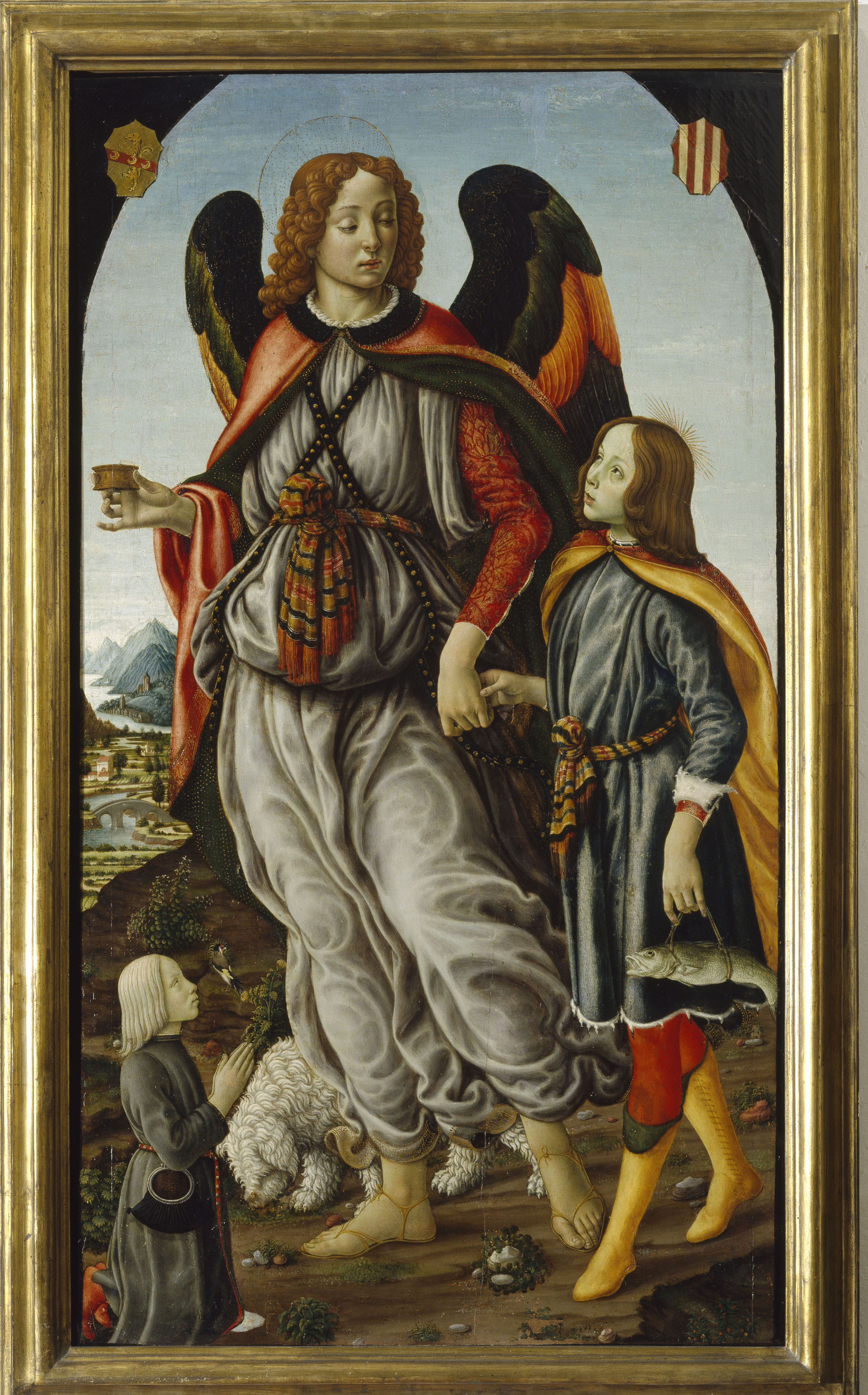
Arcangelo Raffaele con Tobiolo e un donatore
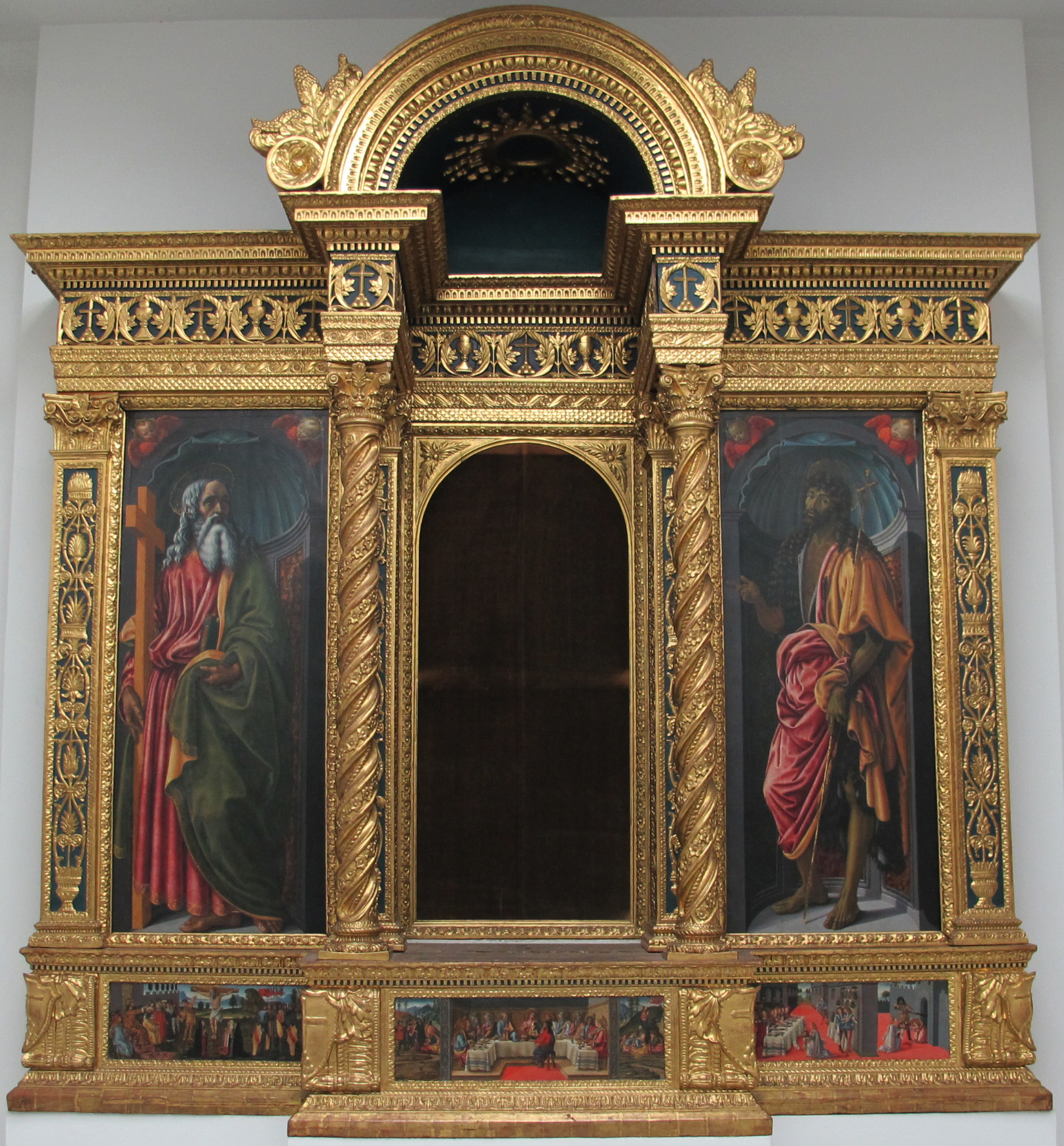
Tabernacolo del Sacramento